# Nap-hegy
Nap-hegy är en kulle i Ungern.   Den ligger i provinsen Pest, i den centrala delen av landet, 11 km sydväst om huvudstaden Budapest. Toppen på Nap-hegy är 181 meter över havet.
Terrängen runt Nap-hegy är huvudsakligen platt, men norrut är den kuperad. Runt Nap-hegy är det tätbefolkat, med 493 invånare per kvadratkilometer. Närmaste större samhälle är Budapest, 11,1 km nordost om Nap-hegy. Trakten runt Nap-hegy består till största delen av jordbruksmark.